# Gare de Keisei Sekiya
La gare de Keisei Sekiya (京成関屋駅, Keisei Sekiya-eki) est une gare ferroviaire située dans l'arrondissement d'Adachi, à Tokyo au Japon. Cette gare est exploitée par la compagnie Keisei.

## Situation ferroviaire
La gare de Keisei Sekiya est située au point kilométrique (PK) 7,3 de la ligne principale Keisei.

## Historique
La gare a été inaugurée le 19 décembre 1931.

## Service des voyageurs

### Accueil
La gare dispose d'un bâtiment voyageurs avec guichets, ouvert tous les jours.

### Desserte
- Ligne principale Keisei :
  - voie 1 : Keisei Ueno
  - voie 2 : direction Keisei Takasago et aéroport de Narita

### Interconnexion
La gare d'Ushida sur la ligne Tōbu Skytree est située à proximité immédiate.